# Старосиверская
Староси́верская (фин. Varpaan Siiverska) — деревня в Гатчинском муниципальном округе Ленинградской области.

## История
Сельцо Северско Старое упоминается среди населённых пунктов Никольского Грезневского погоста по переписи 1500 года.
Затем как пустошь Siuerscha Ödhe в Грезневском погосте в шведских «Писцовых книгах Ижорской земли» 1618—1623 годов.
На карте Ингерманландии А. И. Бергенгейма, составленной по материалам 1676 года, она обозначена как деревня Staraja Siwersk.
На шведской «Генеральной карте провинции Ингерманландии» 1704 года — как Stara Siwarska.
На карте Санкт-Петербургской губернии Я. Ф. Шмидта 1770 года упоминаются два соседних селения: мыза Сиверска (современная д. Старосиверская) и деревня Сиверска (современная д. Новосиверская).

СТАРОСИВЕРСКОЕ — деревня принадлежит Софии и Екатерине Черкасовым, баронессам, число жителей по ревизии: 203 м. п., 210 ж. п. (1838 год)

Согласно карте Ф. Ф. Шуберта в 1844 году состояла из двух смежных деревень: Сиверская, насчитывавшая 20 крестьянских дворов и Старая Сиверская (Горелый Куст) — 55.
На этнографической карте Санкт-Петербургской губернии П. И. Кёппена 1849 года она обозначена как деревня «Warpan Siwerska», расположенная в ареале расселения савакотов. В пояснительном тексте к этнографической карте она записана как деревня Waysan-Siwerska (Старосиверское), финское население которой по состоянию на 1848 год составляли савакоты — 162 м. п., 166 ж. п., всего 328 человек, а также присутствовало русское население, количество которого не указано.

СИВЕРСКО СТАРОЕ — деревня баронессы Екатерины Черкасовой, по просёлочной дороге, число дворов — 70, число душ — 156 м. п.
(1856 год)

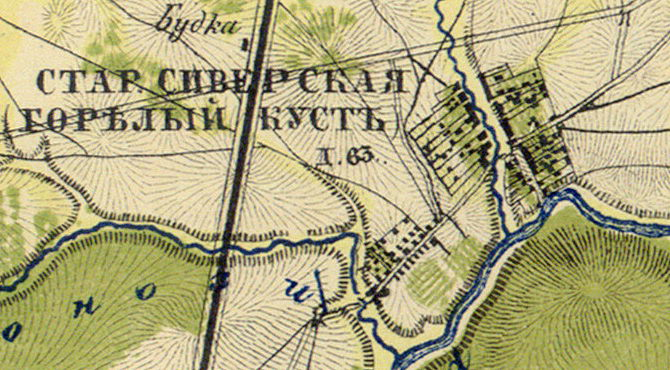
План деревни Старосиверская. 1860 год

Согласно «Топографической карте частей Санкт-Петербургской и Выборгской губерний» в 1860 году в деревне Старая Сиверская (Горелый Куст) было 63 двора.

СИВЕРСКО СТАРОЕ (СИВЕРСКАЯ СТАРАЯ) — деревня владельческая при колодце и ручье, число дворов — 52, число жителей: 166 м. п., 204 ж. п. (1862 год)

В 1867—1869 годах временнообязанные крестьяне деревни выкупили свои земельные наделы у С. С. Порошиной и стали собственниками земли.
В 1879 году деревня называлась Старая Сиверская (Горелой Куст) и состояла из 57 крестьянских дворов.
В 1885 году, согласно карте окрестностей Петербурга, деревня насчитывала 66 дворов. Сборник же Центрального статистического комитета описывал её так:

СТАРА-СИВЕРСКА — деревня бывшая владельческая при реке Оредеже, дворов — 73, жителей — 333; лавка. (1885 год).

Согласно материалам по статистике народного хозяйства Царскосельского уезда 1888 года мыза Старо-Сиверская площадью 800 десятин принадлежала барону В. Б. Фридериксу, она была приобретена до 1868 года. В мызе работали водяная мельница и лесопильный завод. Девять дач, трактир и дом под почтовую станцию сдавались в аренду. Кроме того, имение при деревне Старо-Сиверская площадью 31 десятина принадлежало академику архитектуры Л. Ф. Шпереру, оно было приобретено двумя частями в 1879 и 1881 годах. В имении был фруктовый сад и оранжереи, дачи сдавались в аренду.
В конце XIX — начале XX века деревня административно относилась к Рождественской волости 2-го стана Царскосельского уезда Санкт-Петербургской губернии. Население деревни было однородным — финским.
В 1908 году в деревне открылась школа. Учителями в ней работали Э. Ярвелайнен и «мадемуазель Эйнман».
К 1913 году количество дворов увеличилось до 97. Тогда же по проекту архитектора А. П. Аплаксина была построена каменная церковь во имя Преображения Господня.

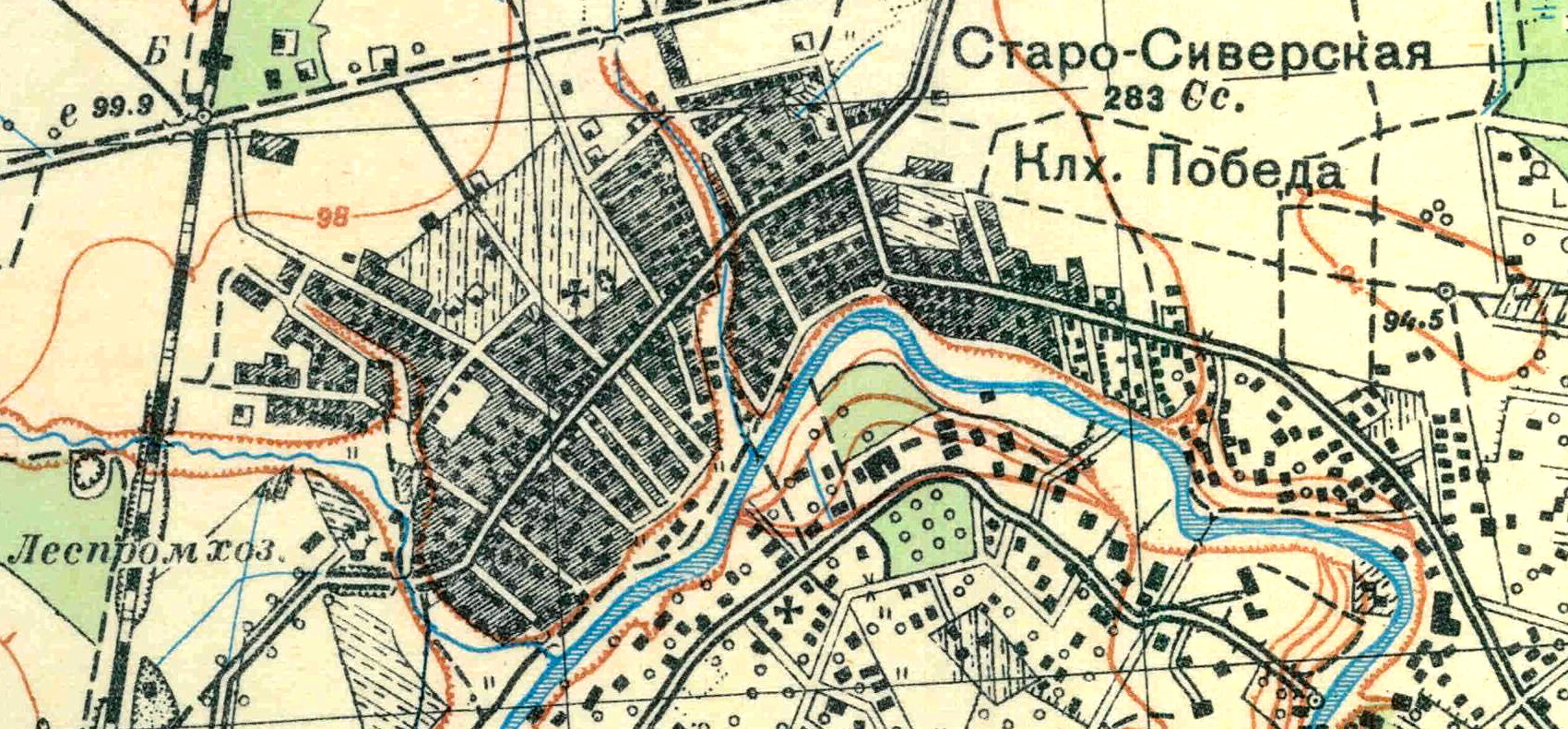
План деревни Старосиверская. 1931 год

Согласно топографической карте 1931 года деревня насчитывала 283 двора. В деревне находился сельсовет и правление колхоза «Победа».
По данным 1933 года деревня Старо-Сиверская являлась административным центром Сиверского сельсовета Красногвардейского района, в который входили 4 населённых пункта, деревни: Куровицы, Маргусы, Ново-Сиверская и Старо-Сиверская, общей численностью населения 4449 человек.
По данным 1936 года деревня Старо-Сиверская являлась административным центром 1-го Сиверского сельсовета, в который входили 4 населённых пункта, 737 хозяйств и 4 колхоза.
По данным 1966 и 1973 годов деревня Старосиверская входила в состав Сиверского сельсовета и являлась его административным центром.
По данным 1990 года в деревне Старосиверская проживали 1602 человека. Деревня являлась административным центром Сиверского сельсовета в который входили 8 населённых пунктов: деревни Белогорка, Изора, Куровицы, Лязево, Маргусы, Новосиверская, Протасовка, Старосиверская, общей численностью населения 5414 человек.
В 1997 году в деревне проживали 1449 человек, в 2002 году — 1476 человек (русские — 89%), в 2007 году — 1474.

## География
Деревня расположена в юго-западной части района на автодороге 41А-003 (Кемполово — Выра — Шапки).
Расстояние до административного центра поселения, посёлка городского типа Сиверский — 2 км. Расстояние до районного центра — 25 км.
Расстояние до ближайшей железнодорожной станции Сиверская — 1,5 км.
Деревня находится на левом берегу реки Оредеж, к востоку от станции Сиверская.

## Демография
| 1862 | 2007  | 2010  | 2017  |
| ---- | ----- | ----- | ----- |
| 370  | ↗1474 | ↗1556 | ↘1523 |

### Национальный состав
Согласно данным Всероссийской переписи населения 2021 года в деревне проживали 555 человек, из них:
 русские — 472 (казаки — 1), белорусы — 11, цыгане — 4, армяне — 3, татары — 3, украинцы — 2, таджики — 2, башкиры — 1, литовцы — 1, другие национальности — 13 человек, остальные национальность не указали.

## Предприятия и организации
- ФГУП ОПХ «Память Ильича» — сельскохозяйственная деятельность
- Продовольственный магазин
- Почтовое отделение

## Достопримечательности
- Курганно-жальничный могильник XI—XIV веков[36].
- Церковь Спаса Преображения (1913)
- Памятник на месте, где захоронены советские воины и местные жители, погибшие в фашистском концлагере в 1941—1944 годах.

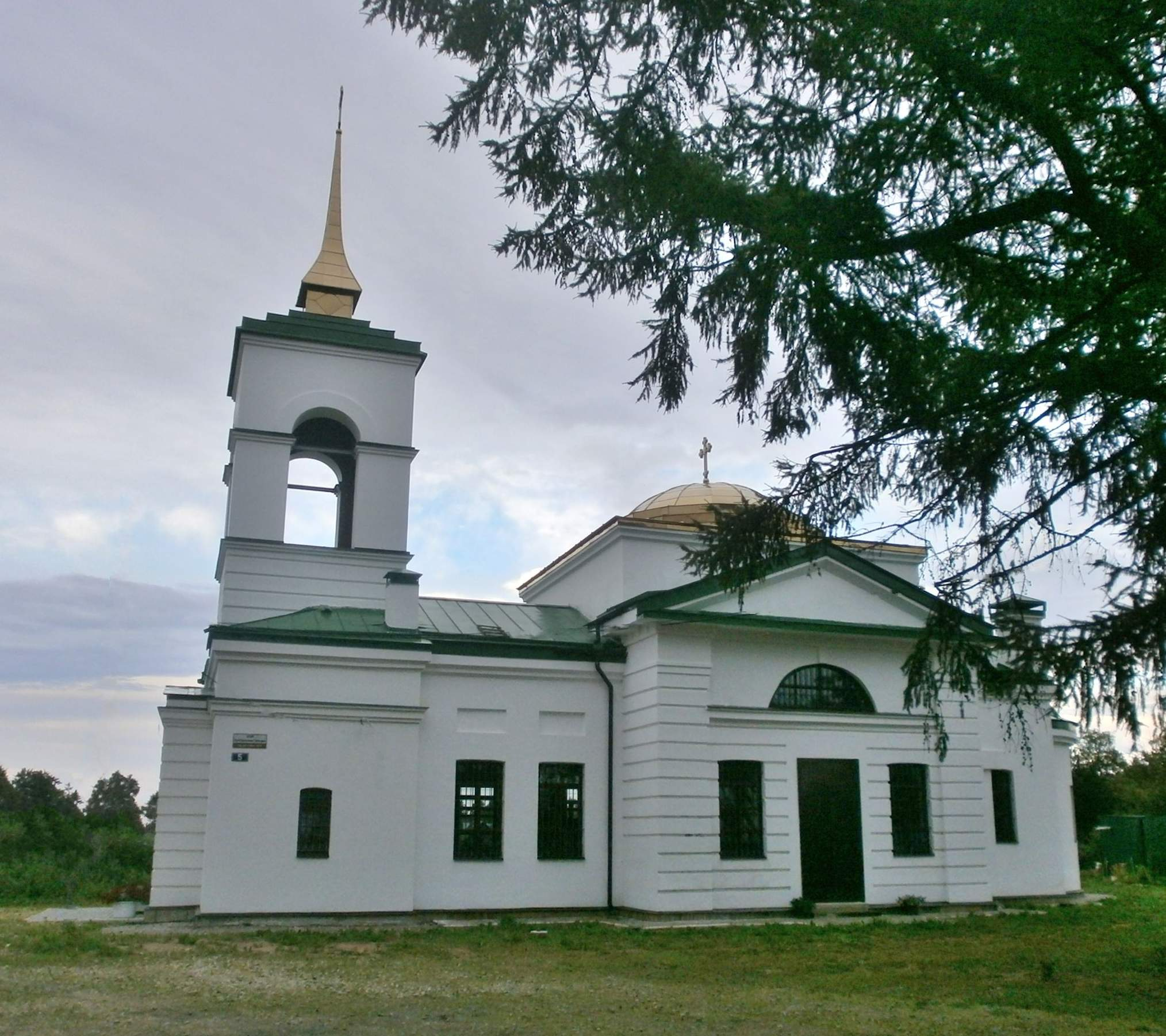
Храм Преображения Господня
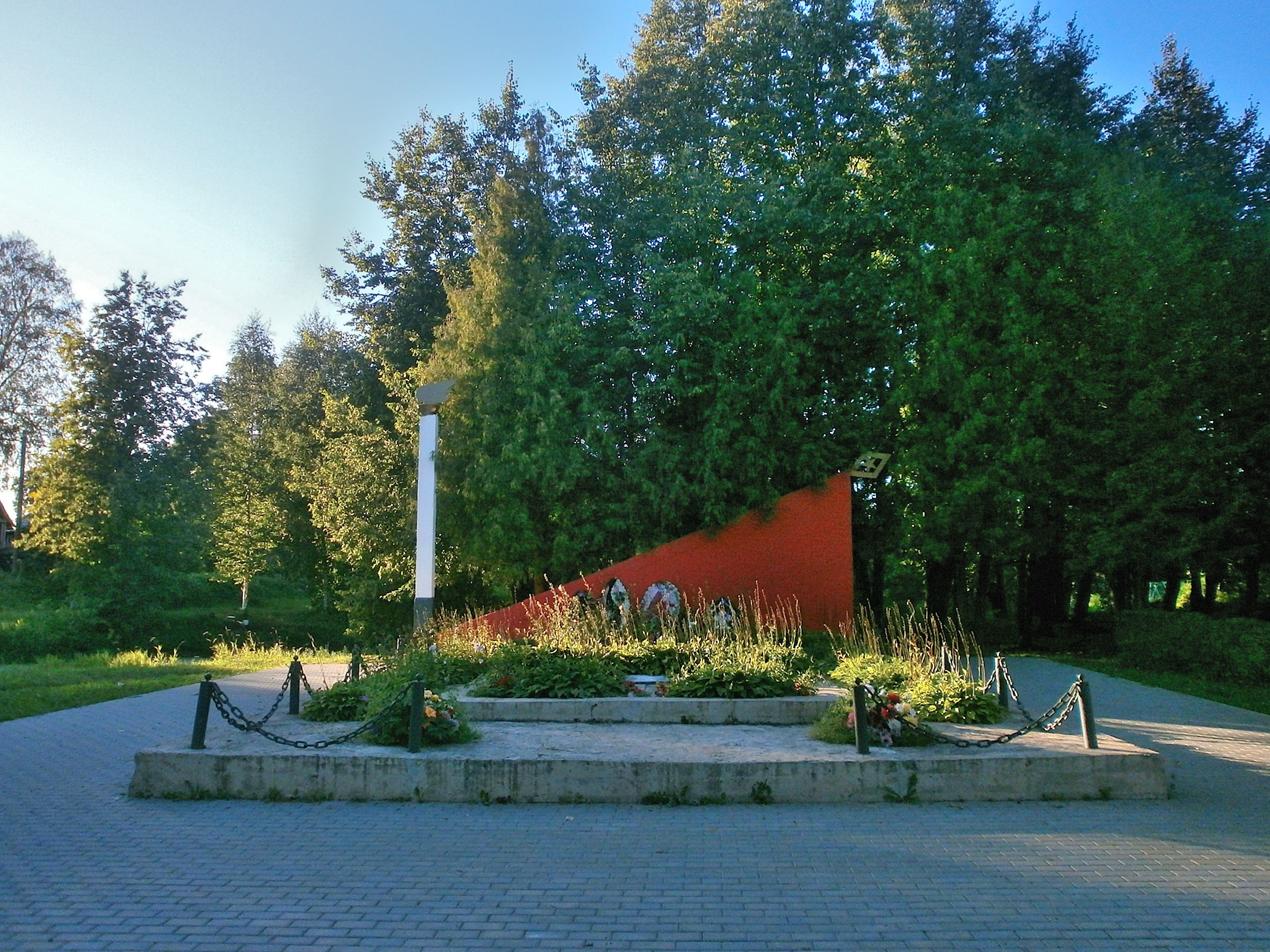
Памятник жертвам концлагеря

## Улицы
Большая Набережная, Большая Парковая, Большой проспект, Грибова, Грибовский переулок, Кезевская дорога, Кузнечный переулок, Лесной переулок, Луговой проезд, Малая Набережная, Новая, Овражная, Оредежская, Парковая, Полевая, Садовая, Театральная, Широкая, Школьная.